# Alipconk
Alipconk (Alipconck, Alipkonck) /=place of elms,/ selo Wecquaesgeek Indijanaca, plemena saveza Wappinger,  na mjestu današnjeg Tarrytowna u okrugu Westchester u New Yorku. Zapalili su ga Nizozemci 1644., a već 1645. počela je izgradsnja Tarrytowna.

## Vanjske poveznice
- A Brief History of Tarrytown